# Giuseppe Ravegnani
Giuseppe Ravegnani (* 13. Oktober 1895 in Coriano; † 20. Mai 1964 in Mailand) war ein italienischer Schriftsteller, Literaturkritiker, Journalist, Dichter, Übersetzer und Archivar.

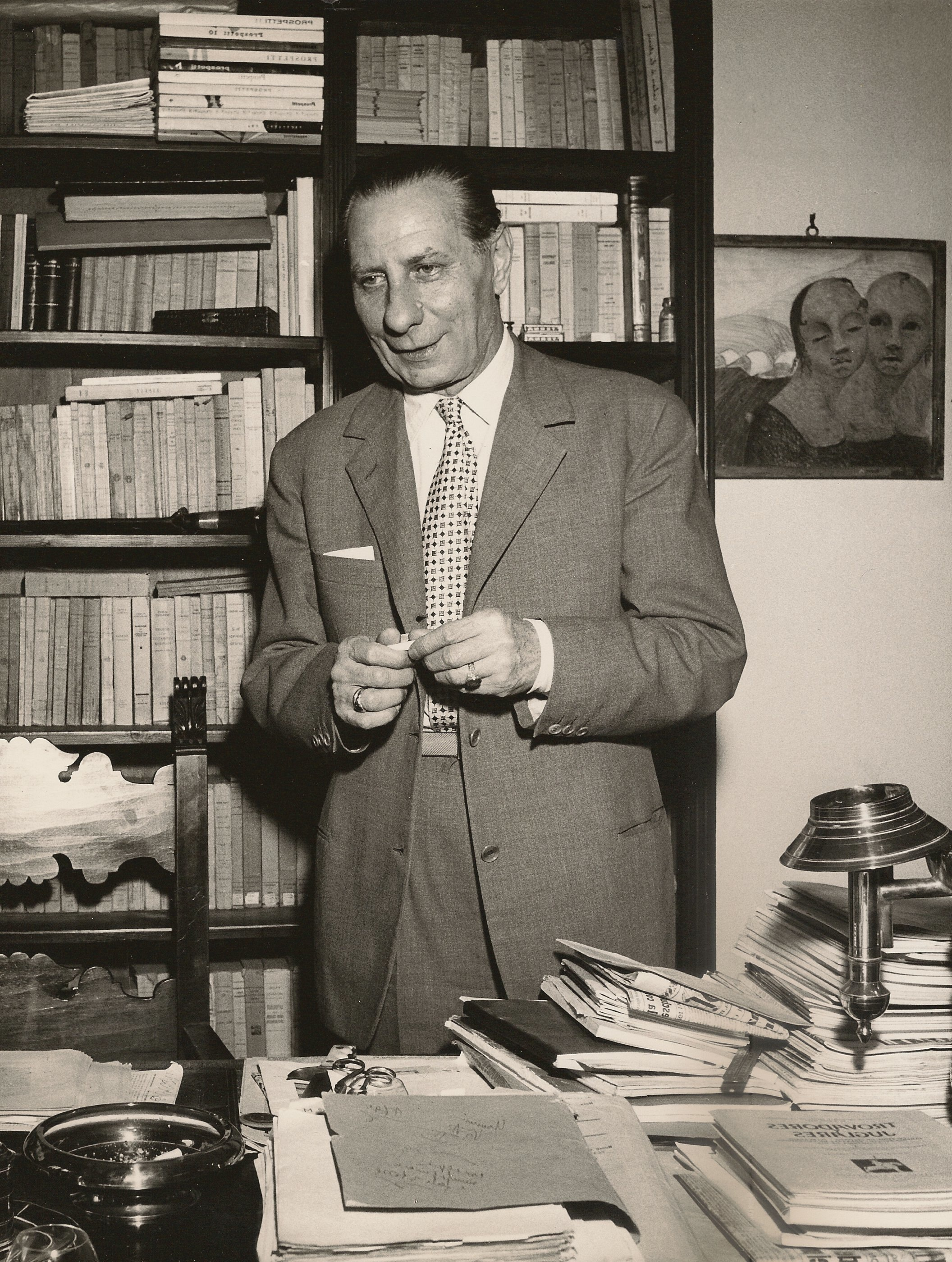
Giuseppe Ravegnani

## Leben
Er war der Sohn von Adriano und Maddalena Carpi. Seine Schwester Clementina, geboren 1893, war die spätere Ehefrau von Vittorio Chailly. Ravegnani stammte aus der Romagna und lebte in Ferrara, Bologna, Rom, Venedig und Mailand. Schon in jungen Jahren begann er, Gedichte zu schreiben (sein erster Gedichtband Canti del Cuculo erschien 1914) und Zeitschriften zu gründen (mit 17 Jahren gründete er zusammen mit Italo Balbo die Literaturzeitschrift Vere Novo). Im Ersten Weltkrieg kämpfte er an der Front. Nach seiner Rückkehr ins Zivilleben begann er 1922 auf Veranlassung seines Vaters ein Jurastudium in Ferrara und besuchte später auch die Fakultät für Literatur in Bologna. Am 9. Februar 1922 heiratete er Nella Vasè, mit der er zwei Söhne hatte, Paolo (geboren am 4. Januar 1923) und Adriano (geboren am 6. Juli 1924).
Im Jahr 1935 wurde er für seine außergewöhnlichen Verdienste mit der Libera Docenza für italienische Literatur ausgezeichnet. Von 1933 bis 1945 war er als Nachfolger von Giuseppe Agnelli Direktor der Bibliothek Ariostea in Ferrara.] In seinem Roman Il giardino dei Finzi-Contini (Der Garten der Finzi-Contini) berichtet der Schriftsteller Giorgio Bassani, ein eifriger Besucher der Ariostea, von der indirekten Intervention des Direktors (im Text Dr. Ballola genannt) bei seinem „Ausschluss“ aus der Bibliothek aufgrund der Rassengesetze von 1938. Er widmete sich stets dem kämpferischen Journalismus und leitete den Corriere Padano in Ferrara und Il Gazzettino von Venedig; er war Chefredakteur und lange Zeit Mitglied der Redaktion der Wochenzeitung Epoca. Er arbeitete an zahlreichen Zeitungen und Zeitschriften mit. Zu den Zeitungen gehören: Il Resto del Carlino, La Stampa, Gazzetta del popolo, Il Giornale d’Italia (für das er bis zu seinen letzten Lebenstagen als Literaturkritiker tätig war), Corriere della Sera und dessen Nachmittagsausgabe, Corriere d’Informazione. Unter den Zeitschriften: Solaria, Nuova Antologia, L’Osservatore politico letterario und Letterature moderne.
Ravegnani veröffentlichte Gedichtbände (u. a. Poeti dello Specchio mit Alberto Mondadori und L’Arciere der Edizioni Moderne di Canesi). 1955 erhielt er den Viareggio-Preis für Sachliteratur, ein Jahr später den Marzotto-Preis für Sachliteratur. 1964 erhielt er den Nationalen Preis Sebeto Napoli für Lyrik und am 12. Mai 1965 den Preis La Madonnina der Stadt Mailand zum Gedenken an den verstorbenen Schriftsteller.
Nicht zu unterschätzen ist auch sein großes Interesse an der Malerei, das ihn zum Kritiker, Mäzen und Sammler der bedeutendsten Namen der italienischen Kunst des frühen 20. Jahrhunderts machte. Seine Bibliothek (mehr als 11.000 Bände und 4.000 Broschüren) und sein Nachlass wurden 1989 von der Stadt Pavia erworben und in der Stadtbibliothek Carlo Bonetta untergebracht.

## Werke

### Poetische Werke
Das dichterische Werk von Giuseppe Ravegnani wurde von Luigi Fiorentino treffend definiert: „Für ihn war die Poesie immer ein Anlass, nicht ein Ziel. Die Poesie, das Gefühl des Menschen, bedingt alle seine Gesetze, sie lässt sich weder von sozialen Kämpfen noch von ideologischen Konflikten noch von zufälligen Problemen beeinflussen. (...) In D’Annunzios düsterem, futuristischem und hermetischem Klima wollte er auf sich selbst hören und sich in der Mitte zwischen den gegensätzlichen Extremen positionieren. Man kann sagen, dass das Ergebnis nach der Dämmerung liegt: kurzer Atem, gedämpfte Töne, bescheidene Sprache.“ Seine Ausbildung begann in der Zeit, in der Carducci, D’Annunzio und Pascoli die italienische Lyrik dominierten, aber seine Arbeit umfasste die dämmrigen Modalitäten mit pascolianischen Zügen und ab dem dritten Band den Fragmentarismus von La Voce. Wie Giovanni Titta Rosa hervorgehoben hat, ist die Poesie Ravegnanis dadurch gekennzeichnet, „dass sie den Blick auf die Außenwelt zugunsten einer nachdenklichen Beschwörung und Meditation des menschlichen Schicksals verwischt, nicht ohne eine heitere Gnomik“. Für Ravegnani ist die Poesie die Frucht des Lebens, und seine Verse sind, wie Francesco Flora bemerkt, von absoluten Gefühlen inspiriert: „in denen das Unveränderliche des Menschen trotz der Originalität immer neuer Affekte und verbaler Erfindungen besteht, sein bewusstes Menschsein in allen Ausdrucksformen seines Gefühls“.

### Übersetzungen
Als Übersetzer, so Nazareno Fabbretti, hat Ravegnani „immer versucht, die Bedeutung des Autors und der menschlichen Figur wiederzugewinnen, und so hat er seinen Übersetzungen stets das Gefühl einer ebenso scharfen wie streng bescheidenen und diskreten Vermittlung verliehen“.
.

### Kritiken
Ravegnanis kritisches Werk ist für die Geschichte des frühen und des späten 20. Jahrhunderts von Bedeutung. Seine Essays und Artikel wollen keine Literaturgeschichte schreiben, sondern den Niedergang der Literatur des 19. Jahrhunderts und den Aufstieg einer thematisch und formal neuen Literatur bezeugen. Ravegnani war nie ein Avantgarde-Kritiker: „Ravegnani zeigte offen und ehrlich seine Abneigung gegen die von Croce abgeleitete ästhetische Kritik. (...) Er bejahte stets jene Kontinuität zwischen Leben und Buch, zwischen Mensch und Werk, die andere Kritiker in der Nachfolge Croces verneinten. Die formale Eroberung hatte für ihn keinen Sinn, wenn sie nicht auch eine menschliche Eroberung war.“ Die Prinzipien seiner Kritik basierten auf gutem Geschmack und Traditionsbewusstsein und verzichteten auf stilistische Feinheiten. Das bedeutete jedoch nicht, dass seine Kritik unstrukturiert und kraftlos war, sondern vielmehr, dass sie reich an moralischen und psychologischen Motiven war. Er war ein Kritiker, dem die Polemik fremd war, auch wenn er alles andere als ein Verweigerer war: Was für Ravegnani zählte, war die künstlerische und damit moralische Wahrheit des Ausdrucks.
Die Zeitgenossen (I Contemporanei)
Die erste Serie der Contemporanei stammt aus dem Jahr 1930, die zweite aus dem Jahr 1936 und die letzte überarbeitete, erweiterte und illustrierte Ausgabe erschien 1960 in zwei Bänden, die sowohl in Italien als auch im Ausland verlegt wurden. Giuseppe Ravegnani zeichnet ein objektives und konkretes Bild dieser Literatur des frühen 20. Jahrhunderts anhand der Untersuchung von etwa fünfzig Schriftstellern (u. a.: D’Annunzio, Soffici, Montale, Pirandello, Beltramelli, Borgese, Deledda, Papini, Aleramo, Govoni, Vergani, Cecchi, Campana, Saba, Comisso, Bacchelli, Malaparte, Cicognani, Onofri, Campanile, Cardarelli, Baldini, Répaci, Palazzeschi, Bontempelli). Die Untertitel der einzelnen Teile (Sonnenuntergang des 19. Jahrhunderts, Zwischen den beiden Jahrhunderten, Morgendämmerung des 20. Jahrhunderts, Tendenzen und Errungenschaften, Auf der Suche nach Gott, Menschen des Wissens, Gestalten des Parnass) zeugen von der historischen Bedeutung, die der Rezensent seinen Seiten geben möchte. Wie Guido Piovene feststellt, sind Ravegnanis kritische Schriften reich an Charakteren: Er macht aus jedem Schriftsteller, den er bespricht, eine Figur der literarischen Welt. Er schätzt das Werk der von ihm kritisierten Autoren, weil er an die Literatur glaubt, ohne sich an eine enge Poetik zu binden. Die beiden Bände sind auch wegen ihres umfangreichen bibliographischen Teils mit Hunderten von Einträgen von Bedeutung, der für alle, die sich für sechzig Jahre italienische Literatur und Kultur interessieren, einen wichtigen Beitrag darstellt. Für Francesco Casnati „kann man das Werk als eine Geschichte des frühen 20. Jahrhunderts bezeichnen: die Geschichte der Art und Weise, wie diese neue Epoche in unserer Literatur dem Kritiker erschien. (...) Auch die Zeugenschaft zwischen dem Kritiker und dem Schriftsteller, die Reaktionen, die diese Beziehung hervorgerufen hat, tragen dazu bei, das Urteil zu formulieren und die Perspektiven aus der Distanz einzuordnen“.
Anthologie der Poeten
Die von Giuseppe Ravegnani und Giovanni Titta Rosa konzipierte Anthologie war die erste Anthologie italienischer Lyrik, die jenseits von Polemik, ideologischen und schulischen Zwängen entstand. Die Anthologie versammelt sechs Dichtergenerationen in chronologischer Reihenfolge: von den späten Carducci bis zu den ganz jungen, um 1930 geborenen Dichtern. Alle Tendenzen, Strömungen, poetischen und literarischen Schulen des 20. Jahrhunderts sind in ihren wichtigsten Vertretern (Carducci, Pascoli, D’Annunzio, Saba, Ungaretti, Montale, Quasimodo) und in jenen, die auf unterschiedliche Weise dazu beigetragen haben, der Epoche ein klareres historisches Gesicht zu geben, vertreten, und zwar nach einer umfassenden und kohärenten Bewertung der verschiedenen poetischen Werte, die implizit in der Auswahl der Texte und explizit in den bio-bibliographischen Einleitungen vorgeschlagen oder begründet wird. Die Anthologie ist ein kritisches und erhellendes Instrument der komplexen historischen Entwicklung der italienischen Poesie dieser Epoche und ein zuverlässiger Leitfaden zu ihrer Entdeckung und systematischen Erforschung.
Uomini visti I und II
Die beiden Bände von Uomini visti sind die ideale Fortsetzung der Contemporanei (1930 und 1936) und des Novecento letterario italiano (1939). Der erste Band enthält sechzehn Kapitel mit Erinnerungen (Ricordi letterari) und fünf große monographische Essays über Carrieri, Govoni, Moretti, Répaci und Valgimigli. Das erste Kapitel ist Ferrara gewidmet, der Stadt, in der Ravegnani lange gelebt und gearbeitet hat, und ihrem kulturellen Leben, ihren Literaten und Journalisten vom Beginn des 20. Jahrhunderts bis zum Zweiten Weltkrieg. Es folgt eine Analyse der wichtigsten Literaturzeitschriften zu Beginn des 20. Jahrhunderts (Voce, Leonardo, Lacerba, Fiera), wobei auch auf die Beziehungen zu den Leitern dieser Zeitschriften eingegangen wird: Papini jun.,  Piovene jun., Borgese vor und nach dem Exil, De Pisis, Panzini, Beltramelli, Saba. Der zweite Band enthält 53 Rezensionen (Noterelle critiche) zu Büchern, die vor kurzem erschienen sind oder neu aufgelegt wurden (die Rezensionen enthalten jedoch immer ein kurzes Profil des Autors oder eine Erörterung der Tendenzen in der Belletristik oder Poesie der Epoche). Zu den besprochenen Autoren gehören Bacchelli, Ungaretti, Alvaro, Soldati, Rea, Manzini, Tobino, Gatto, Valeri, Quasimodo und Pavolini. Auch in diesem Band wird jedes Buch von seinem Autor vorgestellt. Den Abschluss bildet ein Nachwort von Ravegnani (Come una confessione: questa letteratura). Die beiden Bände sind eine Mischung aus Porträt, Essay und Memoiren, in denen die Erzählung von den Menschen zu ihren Büchern, von den Briefen zu den Gesprächen, von den Stimmungen zu den Schriften wechselt, in einem ständigen Wechselspiel zwischen kritischer Analyse, freundschaftlicher Zuneigung und Lebenschronik. Es ist eine Fundgrube von Nachrichten, eine Galerie von Persönlichkeiten, ein Bild der Sitten und Gebräuche, aber auch eine Studie des italienischen Kulturlebens in den ersten sechzig Jahren des 20. Jahrhunderts.

### Bibliographische Studien
Das kritische Werk Ravegnanis ist „die Frucht einer langen Vertrautheit des Kritikers mit den großen Autoren der Vergangenheit und insbesondere mit Ariosto, der sein Autor par excellence war und ist“.  Die Ariosto gewidmeten Bände I manoscritti dell’Ariostea, Annali delle edizioni ariostee, Saggio di un catalogo d’incunaboli stellen die philologische und archivarische Produktion Ravegnanis dar, die aus seiner mehr als zehnjährigen Tätigkeit als Leiter der Bibliothek Ariostea hervorgegangen ist.

## Hauptwerke
Zu den wichtigsten Werken von Giuseppe Ravegnani gehören:

### Poesie und Prosa
- I canti del cuculo (Visioni d'arte, 1914)
- Io e il mio cuore (Taddei, 1916) mit Illustrationen von Mario Bellusi
- Sinfoniale (Taddei, 1918)
- Le due strade: poesie 1918-1920 (Taddei, 1921)
- Quattro canti (Degli Orfini, 1934)
- Quaderno (Testa, 1939)
- Febbre bianca (Ceschina, 1958)
- Ode alla luna di marzo e altre poesie. Vorwort von Francesco Flora (Maestri, 1960)
- Quasi una fiaba (Carpena, 1963)

### Übersetzung
- Antologia di novelle catalane (1926)
- P. Bertrana: Josafat (Alpes, 1927)
- J. Cocteau: I ragazzi terribili (Mondadori, 1947)
- La vita di Lazzarino di Tormes (Il Canguro, 1949)
- M. Sachs: Il Sabba (Mondadori, 1955)
- J. Green: Moïra (Mondadori, 1957)
- A. Malraux: La speranza (Mondadori, 1957)
- S. Ishihara: La stagione del sole (Mondadori, 1964)
- Il Siam (Mondadori, 1956), Originaltext von P. Boulle, illustriert mit Bildern aus dem Film von W. Disney Il Siam, serie Il mondo e i suoi abitanti
- Marocco - Uomini blu (Mondadori, 1957), Originaltext von M. Croizard e P. Galante, illustriert mit Bildern aus dem Film von W. Disney Uomini blu, Serie Il mondo e i suoi abitanti
- Polinesia - Le Samoa (Mondadori, 1958), Originaltext von P. Métais, illustriert mit Bildern aus dem Film von W. Disney Polinesia - Le Samoa, Serie Il mondo e i suoi abitanti

### Kritik und bibliografische Studien
- I contemporanei. Prima serie. Vorwort von Arturo Farinelli (Bocca, 1930)
- I manoscritti dell’Ariostea (Olschki, 1933)
- Annali delle edizioni ariostee. Voll.i 2 (Zanichelli, 1933)
- Saggio di un catalogo d’incunaboli (S.A.T.E., 1934)
- I contemporanei. Seconda serie (Guanda, 1936)
- Dieci saggi. Dal Petrarca al Manzoni (Degli Orfini, 1937)
- Il Novecento Letterario Italiano (Testa, 1939)
- Uomini visti. Figure e Libri del Novecento. Voll.i 2 (Mondadori, 1955)
- Rievocazione di Filippo de Pisis (Lions Club, 1958)
- I contemporanei. Terza edizione riveduta e ampliata. Voll.i 2 (Ceschina, 1960)
- 14 pittori di Valtellina e Valchiavenna (Banca Popolare di Sondrio, 1961)
- D’Annunzio scrittore di lettere (Quaderni dell’Osservatore n. 10, Edizione dell’Osservatore politico letterario, 1971)

### Antologie
- Poesie di Corrado Govoni. 1903–1949 (Mondadori, 1961)
- Les Tentations. La vie et l'oeuvre de Grazia Deledda. Sammlung von Literaturnobelpreisen (Paris, Les Presses du Compagnonnage, 1962)
- Poeti futuristi (Nuova Accademia, 1963)
- L’Antologia dei poeti italiani dell’ultimo secolo. In Zusammenarbeit mit Giovanni Titta Rosa (Martello, 1963)
- Répaci controluce. Anthologie und Rezension (Ceschina, 1963)

### Künstlerische Aufsätze
- Ausstellungskatalog Rievocazione di Filippo de Pisis, Casa Romei, Ferrara, 15/6/1958